# アレクサンドル・トルシン
アレクサンドル・トルシン（ロシア語: Алекса́ндр Порфи́рьевич То́ршин, ラテン文字転写: Aleksandr Porfir'evich Torshin、1953年11月27日 - ）は、ロシアの政治家。ロシア連邦議会上院連邦院議長代行を2011年5月19日から9月21日までの4ヶ月間務めた。マリ・エル共和国選出で、統一ロシアに所属する。
2011年5月18日に連邦院議長セルゲイ・ミロノフが解任されたことから議長代行に就任し、9月21日にワレンチナ・マトビエンコが新議長に就任するまでの約4ヶ月間議長代行を務めた。